# Ian Kearns
Ian Kearns ist ein britischer Journalist und Politikwissenschaftler.
Er war Direktor des Graduate Programme in International Studies an der University of Sheffield. Er ist Mitgründer und Vorsitzender (Director) des European Leadership Network.
Er arbeitete für House of Commons/House of Lords Committee on National Security Strategy, Institute for Public Policy Research (IPPR), Electronic Data Systems. Er trat unter anderem auf bei der BBC Newsnight, der BBC World Service Newshour, Radio 4's Today Programme, The Politics Show, Sky News, Channel 4 News sowie BBC World Television.
Er schrieb u. a. für The Independent, The Daily Telegraph, the New Statesman und das Prospect magazine.